# I was THE STALIN〜絶賛解散中〜完全版
『I was THE STALIN〜絶賛解散中〜完全版』（アイ・ワズ・ザ・スターリン ぜっさんかいさんちゅう かんぜんばん）は、日本のロックバンドであるザ・スターリンの5作目のライブ・アルバム。
2012年3月14日に徳間ジャパンコミュニケーションズのジャパンレコーズレーベルからリリースされた。遠藤ミチロウの自主レーベルである北極バクテリアからリリースされた『絶望大快楽 LIVE at 後楽園ホール'83』（2005年）以来およそ7年振りとなるライブ・アルバムであり、プロデュースは遠藤およびいぬん堂名義となっている。
1985年2月21日に調布市にある大映スタジオで行われたザ・スターリンの解散ライブの模様を収録したアルバムである。過去にリリースされた同日の模様を収録したライブ・アルバム『FOR NEVER』（1985年）にて収録されていなかった11曲を追加収録し、当日演奏された全29曲を収録した完全版となっている。収録曲は前半はインディーズレーベルでのリリースとなった4枚目のアルバム『Fish Inn』（1984年）からの選曲がメインとなっており、後半は初期インディーズ時代の楽曲から徳間ジャパン所属時までの楽曲からアップテンポのものが多く収録されている。
オリコンアルバムチャートにおいて最高位第138位となった。また、同日には遠藤が在籍したロックバンドであるビデオ・スターリンの唯一のアルバム『-1 (MINUS ONE)』（1988年）の復刻版である『MINUS ONE-LEGACY EDITION-』がリリースされている。

## 背景
本作は1985年2月21日に調布市にある大映スタジオで行われたザ・スターリンの解散ライブの模様を収録したアルバムである。当時の時代背景について、ライナーノーツにおいてライターの吉田豪は同時期にLAUGHIN' NOSEがデビュー・アルバム『PUSSY FOR SALE』（1984年）をリリースして脚光を浴びたことや、THE STAR CLUBがアルバム『HELLO NEW PUNKS』にて徳間ジャパンからデビューしたこと、さらにTHE WILLARDがキャプテン・レコードからファースト・アルバム『GOOD EVENING WONDERFUL FIEND』（1985年）をリリースしインディーズブームが訪れる直前ぐらいの時期であると指摘した上で、ハードコア・パンクの全盛期が過ぎてパンク・ロックが復権しつつあった時期でありながら遠藤ミチロウがパンクから離脱しようとしていた時期であると述べている。
ベース担当であった杉山晋太郎が脱退したことでザ・スターリンは遠藤のソロ・ユニットのような状態となっており、吉田は遠藤による「アルバムごとに新しいことがしたかった」という発言を引用した上で、そのような姿勢でバンドが長続きするはずもなく解散は時間の問題であったと述べている。またインディーズにおいて活動していた時期に「アーチスト」や「溺愛」というミドルテンポの陰鬱な楽曲が収録されていたことから、『Fish Inn』の音楽性が唐突なものではないとも吉田は主張している。

## 録音、構成
1985年2月21日に調布市にある大映スタジオで行われたザ・スターリンの解散ライブの模様を収録したアルバムである。当日のライブでは過去のメンバーであったイヌイ・ジュン（乾純）が復帰しているが、ギターはALLERGY所属のONO（小野昌之）、ベースはチャンス・オペレーション所属のヒゴ・ヒロシ（肥後宏）が担当していることから、吉田豪は「もはやパンクバンドとは呼べない状態だった」と述べている。
同日の模様を収録し過去にリリースされていた『FOR NEVER』（1985年）では当日の演奏曲順とは異なる収録曲順になっており、同作では「虫」の演奏後に「ロマンチスト」「アザラシ」「天プラ」「バキューム」などのアップテンポな楽曲が続いたことについて、吉田は「作品として聴きやすくするためのサービス」であったと述べている。本作では当日の演奏曲順通りに収録されており、1枚目に収録された当日の第一部ではアルバム『Fish Inn』からのミドルテンポの曲が多く選曲され、これについて吉田は「とことん観客を突き放していたことに驚愕! 伝説の変態パンクバンドを体験しようと思って気合を入れて鋲ジャン着て来たパンクス涙目!」と述べている。2枚目に収録されているのは当日の第二部であり、それまでのアルバムからアップテンポの曲が満遍なく収録されていることから、吉田は「落差がハッキリして、ようやくライヴがちゃんと追体験出来てスッキリした次第」であると述べている。
また、吉田はザ・スターリンのライブにおける重要な要素として拡声器のサイレン音と爆竹の破裂音を挙げた上で、第二部でのアップテンポの楽曲において爆竹の破裂音がしないのは第二部開始前に「爆竹を鳴らしたらライヴ中止」であるとアナウンスが入っていたからであることが本作によって判明したと述べている。また『FOR NEVER』においては遠藤のソロ・アルバム『ベトナム伝説』（1984年）の収録曲やインディーズでの限定リリースであり世間的な知名度が低かったアルバム『trash』（1981年）の収録曲が外されたことには吉田は理解を示したが、同作において最後の曲となっていた「バイ・バイ・ニーチェ」が実は第一部の最後の曲であり、第二部の最後の曲となった「Fish Inn」がカットされていたことについては苦言を呈している。さらにライブ終了後にヨハン・パッヘルベルの楽曲「カノン」（1919年）がSEとして会場に流されていたことにも吉田は言及している。

## リリース、批評
| 専門評論家によるレビュー | 専門評論家によるレビュー |
| レビュー・スコア         | レビュー・スコア         |
| 出典                     | 評価                     |
| ------------------------ | ------------------------ |
| CDジャーナル             | 肯定的                   |

本作は2012年3月14日に、遠藤のメジャー・デビュー30周年記念版として徳間ジャパンコミュニケーションズのジャパンレコーズレーベルから2枚組CDにてリリースされた。過去にリリースされた2枚組LPの『FOR NEVER』では収録時間の問題により当日演奏された29曲中18曲のみが収録されていた。その後1990年および2001年にCDにて再リリースされており、当日の演奏をすべて収録した完全版の企画は2001年の段階ですでに存在したものの、オリジナル・マスターテープが発見されなかったため断念されていた。その後2011年末に全曲を収録したマスターテープが発見され、およそ28年振りに完全版が実現することになった。本作では未発表音源7曲を含めた全30曲が遠藤監修による再トラック・ダウンおよびリマスタリングが行われた他、CDブックレットには松田洋子による漫画『シベリア送り鉄道の夜』や吉田豪によるライナーノーツが掲載された。
本作に対する評価として、音楽情報サイト『CDジャーナル』では第一部がダウナーな楽曲が多く収録され、「爆竹を投げないでください」というアナウンスから開始される第二部ではアッパーな楽曲が多く収録されていることに触れた上で、「あらためてスターリンは音も歌詞も“スゴイ”」と肯定的に評価し、「リアルタイムでスターリンを体感していないリスナーに、当時の過激さがどう伝わるのか、そして何を思うのかも興味深い」と総括している。また、同日には遠藤が在籍したロックバンドであるビデオ・スターリンの唯一のアルバム『-1 (MINUS ONE)』（1988年）に初CD化音源を追加した復刻版である『MINUS ONE-LEGACY EDITION-』がリリースされた。

## 収録曲
- CDブックレットに記載されたクレジットを参照[11]。

| #         | タイトル                               | 作詞         | 作曲         | 編曲       | 時間  |
| --------- | -------------------------------------- | ------------ | ------------ | ---------- | ----- |
| 1.        | 「虫」                                 | 遠藤みちろう | タム         | THE STALIN | 12:37 |
| 2.        | 「廃魚」                               | 遠藤みちろう | 遠藤みちろう | THE STALIN | 4:41  |
| 3.        | 「M-16（マイナー・シックスティーン）」 | 遠藤みちろう | 遠藤みちろう | THE STALIN | 4:38  |
| 4.        | 「T-Legs」                             | 遠藤みちろう | 乾純         | THE STALIN | 6:46  |
| 5.        | 「アクマデ憐レム歌」                   | 遠藤みちろう | 遠藤みちろう | THE STALIN | 6:36  |
| 6.        | 「溺愛」                               | 遠藤みちろう | タム         | THE STALIN | 5:34  |
| 7.        | 「おまえの犬になる」                   | 遠藤みちろう | 遠藤みちろう | THE STALIN | 6:08  |
| 8.        | 「バイ・バイ・ニーチェ」               | 遠藤みちろう | 遠藤みちろう | THE STALIN | 3:49  |
| 合計時間: | 合計時間:                              | 合計時間:    | 合計時間:    | 合計時間:  | 50:49 |

| #         | タイトル                              | 作詞                                                                                       | 作曲                                                                         | 編曲         | 時間  |
| --------- | ------------------------------------- | ------------------------------------------------------------------------------------------ | ---------------------------------------------------------------------------- | ------------ | ----- |
| 1.        | 「オープニング・アナウンス」          |                                                                                            |                                                                              |              | 1:37  |
| 2.        | 「猟奇ハンター」                      | 遠藤みちろう                                                                               | 遠藤みちろう                                                                 | THE STALIN   | 2:08  |
| 3.        | 「渚の天婦羅ロック」                  | 遠藤みちろう                                                                               | 遠藤みちろう                                                                 | THE STALIN   | 3:17  |
| 4.        | 「バキューム」                        | 遠藤みちろう                                                                               | 遠藤みちろう                                                                 | THE STALIN   | 2:01  |
| 5.        | 「ハロー・アイ・ラブ・ユーに捧ぐ」    | 遠藤みちろう                                                                               | 遠藤みちろう                                                                 | THE STALIN   | 1:36  |
| 6.        | 「ワイルドで行こう」(Born To Be Wild) | マース・ボンファイア、遠藤みちろう                                                         | マース・ボンファイア                                                         | THE STALIN   | 2:00  |
| 7.        | 「天プラ」                            | 遠藤みちろう                                                                               | 遠藤みちろう                                                                 | THE STALIN   | 2:01  |
| 8.        | 「電動コケシ」                        | 遠藤みちろう                                                                               | 遠藤みちろう                                                                 | THE STALIN   | 3:11  |
| 9.        | 「アザラシ」                          | 遠藤みちろう                                                                               | タム                                                                         | THE STALIN   | 1:50  |
| 10.       | 「NO FUN」                            | J・オスターバーグ・ジュニア、S・アシュトン、D・アレクサンダー、R・アシュトン、遠藤みちろう | J・オスターバーグ・ジュニア、S・アシュトン、D・アレクサンダー、R・アシュトン | THE STALIN   | 2:58  |
| 11.       | 「アーチスト／マリアンヌ」            | 遠藤みちろう、相沢靖子                                                                     | 遠藤みちろう                                                                 | THE STALIN   | 8:00  |
| 12.       | 「お母さんいい加減－先天性労働者」    | 遠藤みちろう                                                                               | 遠藤みちろう                                                                 | THE STALIN   | 3:57  |
| 13.       | 「ロマンチスト」                      | 遠藤みちろう                                                                               | 遠藤みちろう                                                                 | THE STALIN   | 1:49  |
| 14.       | 「下水道のペテン師」                  | 遠藤みちろう                                                                               | タム                                                                         | THE STALIN   | 2:00  |
| 15.       | 「STOP GIRL」                         | 遠藤みちろう                                                                               | 遠藤みちろう                                                                 | THE STALIN   | 3:15  |
| 16.       | 「爆裂（バースト）ヘッド」            | 遠藤みちろう                                                                               | 遠藤みちろう                                                                 | THE STALIN   | 2:32  |
| 17.       | 「豚に真珠」                          | 遠藤みちろう                                                                               | 遠藤みちろう                                                                 | THE STALIN   | 1:55  |
| 18.       | 「GASS」                              | 遠藤みちろう                                                                               | 遠藤みちろう                                                                 | THE STALIN   | 0:57  |
| 19.       | 「仰げば尊し」                        | 文部省唱歌                                                                                 | 文部省唱歌                                                                   | 遠藤みちろう | 4:32  |
| 20.       | 「解剖室」                            | 遠藤みちろう                                                                               | 遠藤みちろう                                                                 | THE STALIN   | 2:04  |
| 21.       | 「ワルシャワの幻想」                  | 遠藤みちろう                                                                               | 遠藤みちろう                                                                 | THE STALIN   | 12:31 |
| 22.       | 「Fish Inn」                          | 遠藤みちろう                                                                               | 遠藤みちろう                                                                 | THE STALIN   | 11:37 |
| 合計時間: | 合計時間:                             | 合計時間:                                                                                  | 合計時間:                                                                    | 合計時間:    | 77:48 |

## スタッフ・クレジット
- CDブックレットに記載されたクレジットを参照[12]。

### THE STALIN
- 遠藤ミチロウ – ボーカル
- ONO – ギター
- イヌイ・ジュン – ドラムス

### 参加ミュージシャン
- ヒゴ・ヒロシ（チャンス・オペレーション） – ベース

### コンサートスタッフ
- B.Q. – 企画、プロデュース
- 伊地知隆 – トータル・ディレクター
- 宇佐美敏彦 – コンサート・デザイナー
- 磯村誠 – サウンド・デザイナー
- 岸川勝久 – ライト・デザイナー
- 表勝比呂 – ステージ・デザイナー
- 森田勝 – ステージ・ディレクター
- LIGHT OPEN – P.A.システム
- アニー&清水舞台工芸 – ステージ建設
- 小山幹雄 – ザ・スターリン・クルー
- 鈴木康 – ザ・スターリン・クルー
- 須ヶ崎英昭 – ザ・スターリン・クルー
- 本多聡 – ザ・スターリン・クルー
- 渡辺達也 – ザ・スターリン・クルー
- グヤトーン・アンプ – 楽器使用
- パール・ドラムス – 楽器使用
- タムコ・モービル・ユニット – レコーディング・エンジニア
- 原正一 – エンジニア
- 池田聡 – アシスタント・エンジニア
- 石垣章 – 写真撮影
- THE STALIN – プロデュース
- 加藤正文 – プロデュース

### アルバム制作スタッフ
- 遠藤ミチロウ – プロデュース
- いぬん堂 – プロデュース
- 橋本まさし – ミキシング・エンジニア
- 篠宮正義 – アシスタント・エンジニア
- 大野順平 – アシスタント・エンジニア
- 菊地功 – マスタリング・エンジニア
- 城林浅美 (ThreeP2) – デザイン
- 賀門玉恵 (FELLOW SHIP) – ビジュアル・コーディネーション
- 岡田知子（徳間ジャパンコミュニケーションズ） – A&R
- 品川致審（徳間ジャパンコミュニケーションズ） – エグゼクティブ・プロデューサー

## リリース日一覧
| No. | リリース日    | レーベル                       | 規格     | カタログ番号 | 備考                                      | 出典         |
| --- | ------------- | ------------------------------ | -------- | ------------ | ----------------------------------------- | ------------ |
| 1   | 2012年3月14日 | 徳間ジャパン／ジャパンレコーズ | CD       | TKCA-73749   |                                           | [ 4 ] [ 13 ] |
| 2   | 2014年7月14日 | 徳間ジャパン                   | ハイレゾ | -            | HIGHRESAUDIO.jpでのデジタル・ダウンロード | [ 14 ]       |